# Dicranomyia (Dicranomyia) nullanulla mendolo
Dicranomyia (Dicranomyia) nullanulla mendolo is een ondersoort van de tweevleugelige Dicranomyia (Dicranomyia) nullanulla uit de familie steltmuggen (Limoniidae). De ondersoort komt voor in het Australaziatisch gebied.